# DVD game
I DVD game, DVD TV game o DVG (sigla inventata dalla Blue Label Entertainment che sta per Digital Video Game) sono videogiochi creati per lettore DVD da salotto o per programmi di lettura di DVD su computer.
Impiegano solamente il telecomando del lettore DVD oppure il mouse del computer come controller del videogioco e sono costituiti fondamentalmente da brani di video predefiniti, mostrati in numero ed ordine deciso dalle azioni del giocatore. Manca la possibilità di generare dinamicamente l'immagine, pertanto questo formato è limitato ad avventure grafiche e quiz.
Alcuni giochi sono stati portati in formato DVG, ad esempio Syberia o Dragon's Lair, mentre altri sono nati pensando direttamente al formato DVG, come Dangerous Heaven: La leggenda dell'Arca.
Sono due le caratteristiche interessanti dei DVD game:
- Non serve dover comprare o aggiornare una console o un PC per giocarci, basta un qualsiasi dispositivo in grado di riprodurre DVD.
- La qualità grafica può essere superiore a qualunque gioco in commercio, perché il rendering viene fatto durante la produzione del gioco con la possibilità di raggiungere livelli di animazione cinematografica. Si tratta però di pre-renderizzazione, procedimento che non permette di interagire con i fondali.

I precursori di questo genere di giochi furono i videogiochi su laserdisc, i cosiddetti lasergiochi, introdotti nel 1982.